# Герб Миколаївки (Ємільчинський район)
Герб Микола́ївки — офіційний символ села Миколаївка Ємільчинського району Житомирської області, затверджений 23 жовтня 2013 р. рішенням № 209 XXIII сесії Миколаївської сільської ради VI скликання.

## Опис
Щит чотиричасний. На першому лазуровому полі срібна старослов'янська літера «М», супроводжувана по кутах чотирма срібними восьмикутними зірками. На другому золотому полі два жолуді з листками. На третьому золотому полі стиглий калиновий кетяг. На четвертому лазуровому полі золоте сонце. Щит обрамований золотим декоративним картушем і увінчаний золотою сільською короною.

## Значення символів
Золото вказує на сільське господарство. Лазур символізує чисте, мирне небо. Чотири зірки символізують населені пункти, що входять до складу територіальної громади: села Омелуша, Полоничеве, Рудня-Миколаївка, Спаське. Дубові листки символізують лісові масиви краю. Калина — символ краси, щедрості, родючості, любові до рідного краю. Сонце — символ могутності, життєдайності, добра, багатства, сили, тепла і світла.
Автор — Назарій Григорович Михальчук.